# بيتر لودفيش سيلو

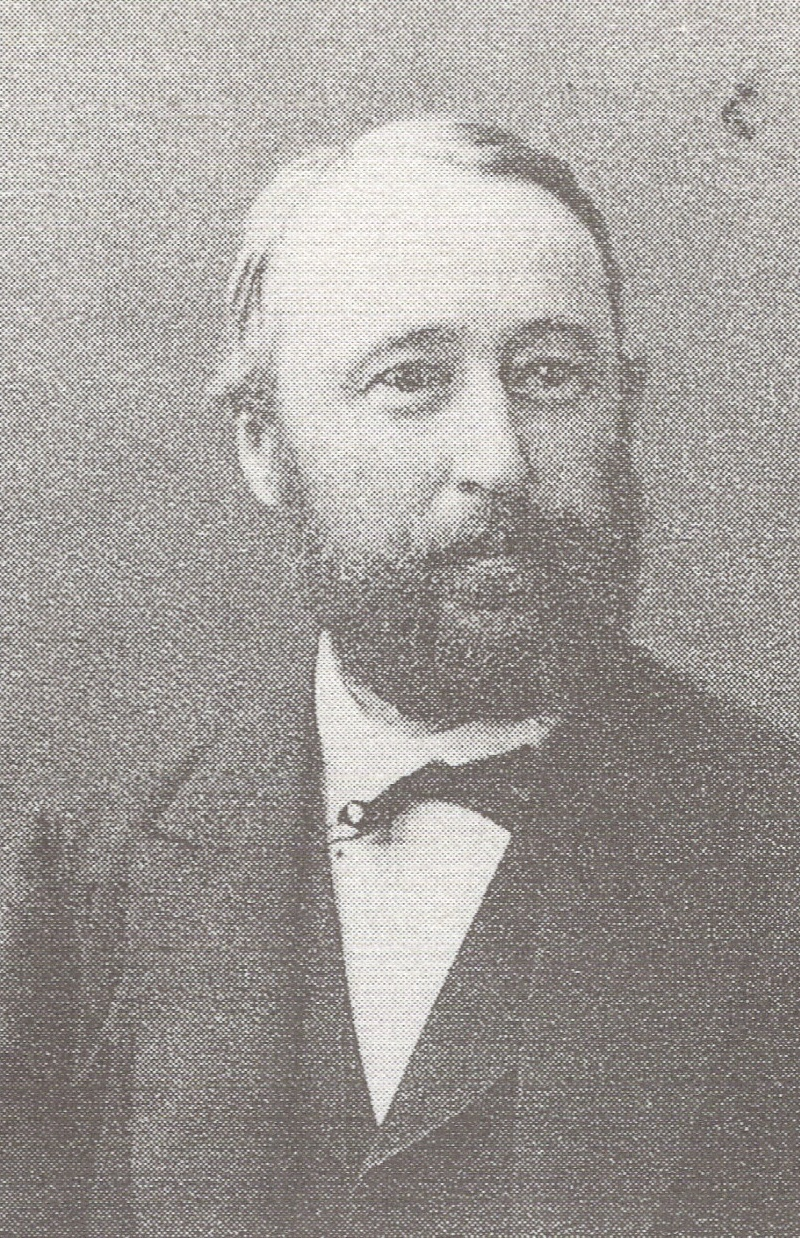
صورة العالم (بيتر لودفيش ميجدل سيلو)

بيتر لودفيش ميجدل سيلو (بالإنجليزية: Peter Ludwig Mejdell Sylow)‏ هو عالم رياضيات نرويجي أتى بنتائج أساسية في نظرية الزمر.